# フェルハト・アクバシュ
フェルハト・アクバシュ（Ferhat Akbaş、1986年4月15日 - ）は、トルコのバレーボール指導者、元トルコ代表バレーボール選手。

## 経歴
トルコ代表にも選出される選手だったが、若くしてコーチへの転身を決意し、19歳時（2004年）にトルコ女子リーグ・ガラタサライでアナリストとして指導者のキャリアをスタートする。
テュルクテレコム・アンカラでのアナリストを経て、2011年から2年間中国女子バレーボールリーグ・広東恒大のアシスタントコーチを務め、同年のリーグ優勝に貢献。2012年から2015年まではトルコ女子リーグの強豪・ワクフバンクSKのアシスタントコーチを務めた。
2009年からクラブコーチと兼任で、トルコ女子代表チームのコーチ、および2014年から2016年までは同代表監督を務め、2014年欧州リーグ優勝などの実績を残した。
2017年、中田久美監督率いる日本女子代表のコーチに就任、全日本女子では史上初の外国人コーチとなった。加えて、2018年からはルーマニア女子バレーボールリーグ（Divizia A1 League）・CSMブカレスト女子チームの監督にも就任し、両業務を兼任した。
2019年1月、日本女子代表コーチ退任の意向を発表した。
2025年2月、日本女子代表の監督就任が発表された。女子代表では初の外国人監督となる。

## 指導歴

### クラブチーム
- ガラタサライ アナリスト（2004-2006年）
- テュルクテレコム アナリスト（2006-2009年）
- 広東恒大 コーチ（2011-2012年）
- ワクフバンク コーチ（2012-2015年）
- CSMブカレスト 監督（2017-2019年）
- グルパ・アゾティ・チェミック・ポリツェ 監督（2019-2021年）
- エジザージュバシュ 監督（2021-2025年）

### 代表チーム
- トルコ女子代表
  - コーチ（2009-2014年）
  - 監督（2014-2016年）
- 日本女子代表 コーチ（2017-2019年）
- クロアチア女子代表 監督（2022-2023年）
- 日本女子代表 監督（2025年-）

## テレビ
- 奇跡のレッスン（NHK-BS、2019年）「心のモンスターを呼び起こせ! 女子バレーボール」